# Bulls in the Bronx
Bulls in the Bronx ist ein Lied der US-amerikanischen Post-Hardcore-Band Pierce the Veil aus San Diego. Es ist die zweite Singleauskopplung zum Album Collide with the Sky und erschien am 26. Juni 2012. Das offizielle Musikvideo erschien allerdings erst am 7. Mai 2013. Es wurde in Pasadena, Kalifornien mit Regisseur Drew Russ gedreht.

## Hintergrund
Das Lied Bulls in the Bronx wurde für Olivia Penpraze, einem weiblichen Fan der Band, geschrieben. Sie veröffentlichte auf den Plattformen Youtube und Tumblr aufgrund von heftigem Cyber-Mobbing einen Abschiedsbrief und erhängte sich am 29. März 2012. Ein zweites Lied, das an Penpraze erinnern soll, ist Hold On Till May, welches ebenfalls auf Collide with the Sky zu finden ist.

„"Bulls in the Bronx" has a crazy story to it. It’s a sad story, but it inspired the song. It’s about this girl who is 16, and her friends wrote to me and said she recently committed suicide, along with a link to her Tumblr page. It was one of the most haunting things I’ve ever seen. It’s so sad because she was such a sweet-looking girl too. There were things on there where she would say how she thought she was worthless, ugly, and all this crazy stuff. That whole thing really stuck with me for a while, and I wrote this song about her.“

## Inhalt
Bulls in the Bronx ist in der Ich-Perspektive verfasst. Vic Fuentes schlüpft in dem Lied in die Rolle des Protagonisten, welcher seinen Suizid plant, da dieser keine persönliche Perspektive im Leben sieht. Fuentes knüpft in dem Liedtext mehrere Gemeinsamkeiten mit dem Abschiedsbrief eines Fans ein, welche sich im März 2012 umbrachte.
So findet sich im Lied die Stelle I’m sorry I can’t see that you truly love me zum Ende der zweiten Strophe wieder, das auf die Entschuldigung des Mädchens an ihre Freunde anspielt. Die Zeile And then I crawl back under the stairwell to a place I call my home zu Beginn des Liedes, das auf das Cyber-Mobbing anspielen soll.

## Musikstil
Bulls in the Bronx ist ein typisch aufgebauter Rocksong, allerdings verwendet die Gruppe in der Stelle vor der Bridge Akustikgitarren und Castagnetten. Diese Instrumente benutzen die Musiker, da sie in ihrer Musik ihre „spanischen Wurzeln“ einbringen möchten. Der Gesang von Sänger Vic Fuentes ist zumeist normal. Nur selten wendet er in diesem Stück Screams an.

## Auszeichnungen für Musikverkäufe
| Land/Region               | Auszeichnungen für Musikverkäufe (Land/Region, Auszeichnung, Verkäufe) | Verkäufe  |
| ------------------------- | ---------------------------------------------------------------------- | --------- |
| Vereinigte Staaten (RIAA) | Platin                                                                 | 1.000.000 |
| Insgesamt                 | 1× Platin ·                                                            | 1.000.000 |